# (13772) Livius
(13772) Livius ist ein Asteroid des Hauptgürtels, der am 18. September 1998 vom belgischen Astronomen Eric Walter Elst am La-Silla-Observatorium (IAU-Code 809) der Europäischen Südsternwarte in Chile entdeckt wurde.
Der Asteroid wurde am 21. Juli 2005 nach dem römischen Geschichtsschreiber Titus Livius (wohl 59 v. Chr.–um 17 n. Chr.) benannt, dessen 142 Bücher umfassendes Hauptwerk Ab urbe condita trotz lückenhafter Überlieferung als eine der wichtigsten Quellen für die frühe Geschichte des Römischen Reichs gilt.
Der Himmelskörper gehört zur Eos-Familie, einer Gruppe von Asteroiden, welche typischerweise große Halbachsen von 2,95 bis 3,1 AE aufweisen, nach innen begrenzt von der Kirkwoodlücke der 7:3-Resonanz mit Jupiter, sowie Bahnneigungen zwischen 8° und 12°. Die Gruppe ist nach dem Asteroiden (221) Eos benannt. Es wird vermutet, dass die Familie vor mehr als einer Milliarde Jahren durch eine Kollision entstanden ist.